# Francisco Gómez de Santiago
Francisco Gómez de Santiago OP (* 20. September 1887 in Mesegar de Corneja; † 3. April 1962 in Valladolid) war ein spanischer Ordensgeistlicher und römisch-katholischer Bischof von Hải Phòng.

## Leben
Francisco Gómez de Santiago trat der Ordensgemeinschaft der Dominikaner bei und empfing am 29. Januar 1911 die Priesterweihe.
Papst Pius XI. ernannte ihn am 28. November 1932 zum Apostolischen Vikar in Hải Phòng und zum Titularbischof von Dausara ernannt. Der apostolischer Delegat für Indochina, Colomban-Marie Dreyer, spendete ihm am 19. März desselben Jahres die Bischofsweihe; Mitkonsekratoren waren Pedro Muñagorri y Obineta, Apostolische Vikare von Bùi Chu, und Pierre-Jean-Marie Gendreau, Apostolische Vikare von Hanoi.
Francisco Gomez de Santiago starb am 3. April 1962 in seinem 75. Lebensjahr in Valladolid.